# Реклінггаузен (район)
Реклінггаузен (нім. Kreis Recklinghausen) — район в Німеччині, в складі округу Мюнстер землі Північний Рейн-Вестфалія. Адміністративний центр — місто Реклінггаузен.

## Населення
Населення району становить 613 599 осіб (станом на 31 грудня 2020).

## Адміністративний поділ
Район поділяється на 6 великих міст (нім. Große Städte) та 4 малих міст (нім. Mittlere Städte):
| Великі міста (населення) | Малі міста (населення)                                                                                         |
| --- | --- |
| 1. Кастроп-Рауксель (73 126 ос.) 2. Дорштен (74 515 ос.) 3. Гладбек (75 518 ос.) 4. Гертен (61 860 ос.) 5. Марль (84 312 ос.) 6. Реклінггаузен (110 705 ос.) | 1. Даттельн (34 714 ос.) 2. Гальтерн-ам-Зее (37 845 ос.) 3. Ер-Еркеншвік (31 532 ос.) 4. Вальтроп (29 472 ос.) |

Дані про населення наведені станом на 31 грудня 2020.